# Amorimia maritima
Amorimia maritima är en tvåhjärtbladig växtart som först beskrevs av Adrien Henri Laurent de Jussieu, och fick sitt nu gällande namn av W.R.Anderson. Amorimia maritima ingår i släktet Amorimia och familjen Malpighiaceae. Inga underarter finns listade i Catalogue of Life.